# Coventry Street
Coventry Street è una piccola strada di Londra.

## Origine del nome
La strada evoca il ricordo del politico Henry Coventry (1619-1686).

## Storia
La strada è stata aperta nel 1681 e ha da tempo una reputazione sulfurea. Nel 1846, uno storico scrive: Ci sono attualmente un certo numero di case da gioco nelle vicinanze, così tanto che il luogo ha avuto una cattiva reputazione per almeno due secoli, vale a dire dal momento della sua costruzione.

## Posizione e accesso

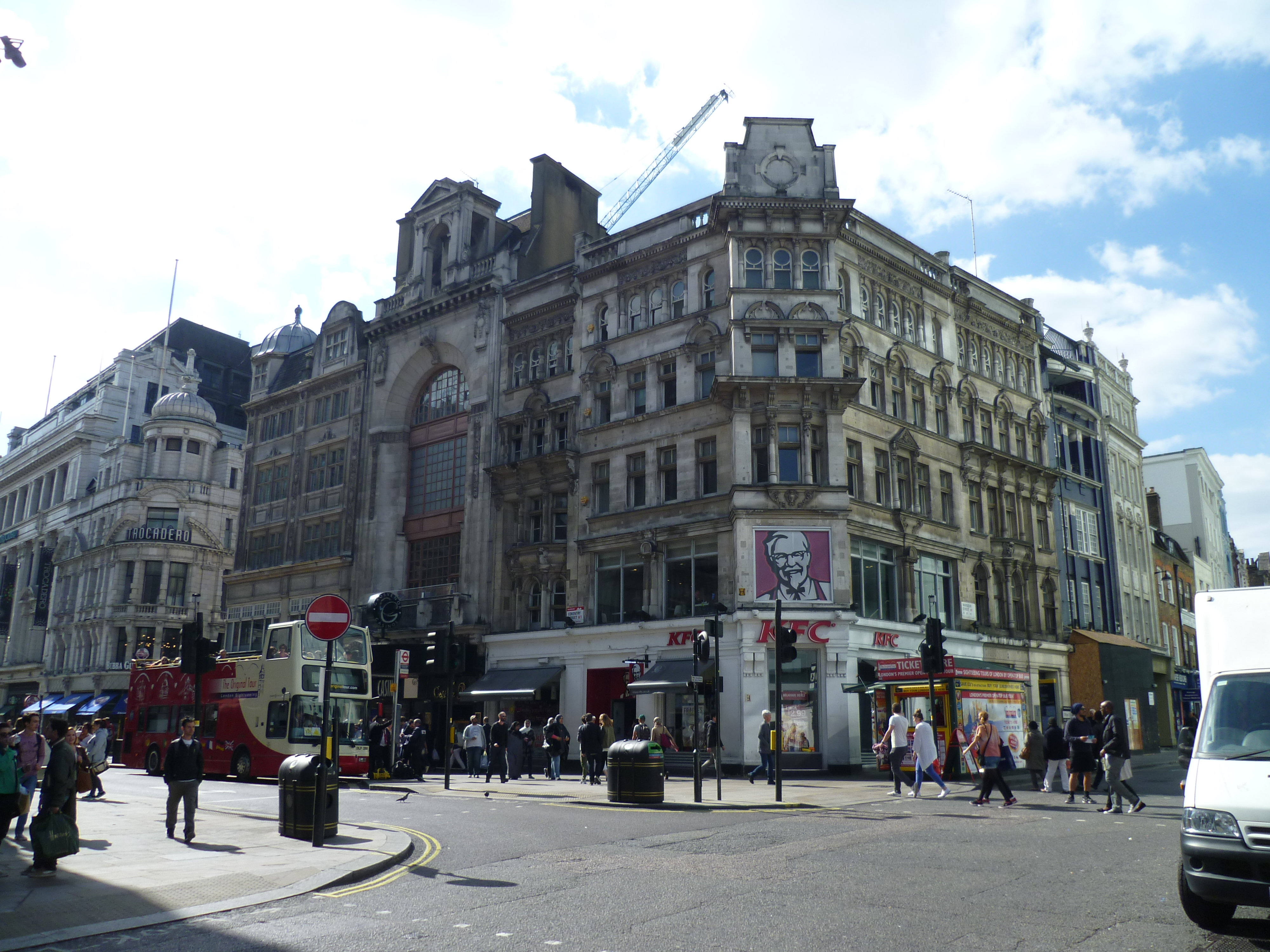
Coventry Street in una giornata estiva nel luglio 2015

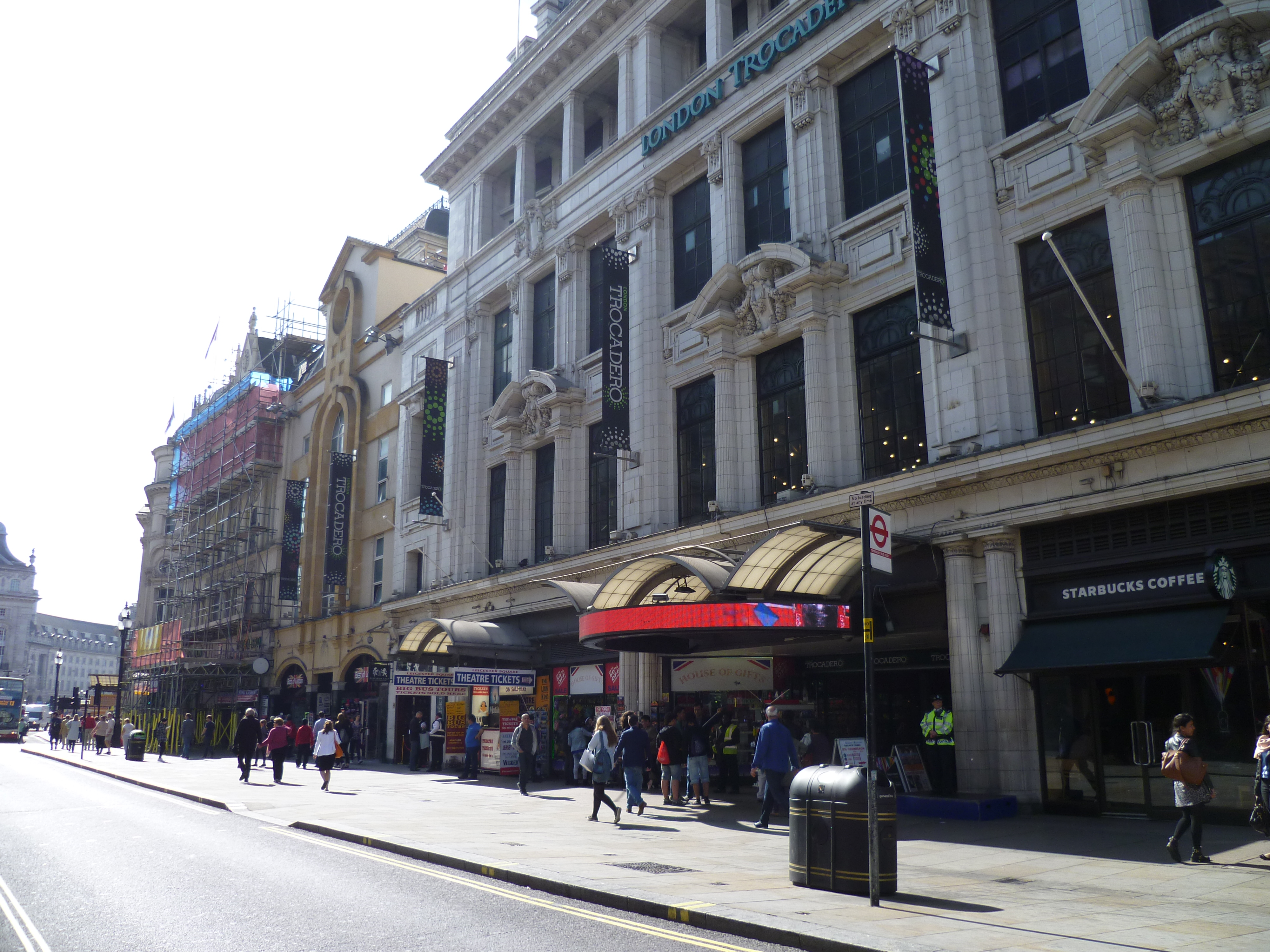
Trocadero centre

Si trova nella città di Westminster, che va da Haymarket a ovest a Wardour Street a est. La strada è vicina a Piccadilly Circus ed è rappresentata in una delle scatole nella versione inglese di Monopoly (nell'edizione britannica standard). Vi si trovano l'Hard Rock Casino, il Trocadero shopping centre, il Café de Paris e il Prince of Wales Theatre.